# Antidiabetic
Antidiabeticele reprezintă o clasă de medicamente care acționează prin descreșterea nivelului de glucoză din sânge (glicemiei). Cu excepția următoarelor medicamente: insulină, exenatidă, liraglutidă și pramlintidă, toate medicamentele antidiabetice sunt administrate oral, fiind astfel denumite colectiv antidiabetice orale. Există o multitudine de antidiabetice, iar selecția acestora depinde de tipul de diabet, vârstă și starea bolii:
- în diabetul zaharat de tipul 1, cauzat de lipsa insulinei, se utilizează insulină injectabilă.
- în diabetul zaharat de tipul 2, cauzat de rezistența celulelor la insulină, se utilizează agenți care cresc cantitatea de insulină secretată de pancreas, agenți care cresc sensibilitatea organelor țintă la insulină și agenți care descresc viteza cu care glucoza este absorbită din tractul gastrointestinal.

## Insulină și analogi

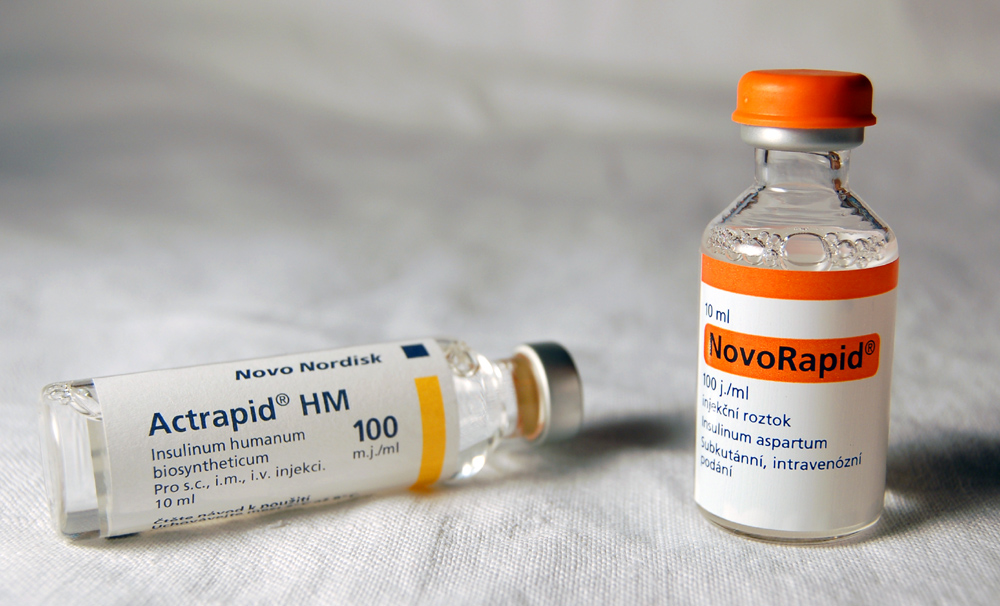
Insulina injectabilă, utilizată în diabetul zaharat de tip 1

Insulina se administrează subcutanat, ori prin injectare cu ajutorul unui pen, ori cu ajutorul unei pompe de insulină. În prezent, se află în cercetare metode alternative de administrare, însă se cunoaște faptul că pe cale orală nu este posibil tratamentul cu insulină. Există trei tipuri de insuline utilizate în terapia diabetului zaharat de tip 1 sau tip 2: insuline cu acțiune rapidă, insuline cu acțiune intermediară și insuline cu acțiune prelungită. Insulinele cu acțiune rapidă își manifestă efectul rapid și sunt rapid metabolizate, în timp ce cele cu acțiune de lungă durată rămân active o perioadă mai îndelungată.

### Clasificare
Insuline cu acțiune rapidă
- Insulină aspart (NovoRapid)
- Insulină glulizină (Apidra)
- Insulină lispro (Humalog)

Insuline cu acțiune de scurtă durată
- Insulină regular (Humulin R, Novolin R)

Insuline cu acțiune intermediară
- Insulină NPH (insulină izofan) (Humulin N, Novolin N)

Insuline cu acțiune de lungă durată
- Insulină degludec (Tresiba)
- Insulină detemir (Levemir)
- Insulină glargin (Lantus)

Insulina degludec este uneori clasificată ca insulină cu acțiune de durată ultra-lungă, deoarece acțiunea sa poate să dureze aproximativ 42 de ore, comparativ cu 24 de ore pentru celelalte insuline cu acțiune de lungă durată.

## Antidiabeticele orale
Există mai multe tipuri de antidiabeticele orale: biguanide (metformină, fenformină, butformină), tiazolidindione (glitazone), derivați de sulfoniluree (sulfoniureice, sulfamide antidiabetice), inhibitori de alfa-glucozidază (acarboză), glinide, glicozurice (inhibitori de SGLT-2).
Agoniștii GLP-1 și pramlintida se administrează injectabil, însă fac parte tot din categoria antidiabeticelor „orale”.